# Список об'єктів Світової спадщини ЮНЕСКО у Венесуелі
В списку об'єктів Світової спадщини ЮНЕСКО у Венесуелі налічується 3 найменування (станом на 2011 рік).
| № | Зображення | Назва                               | Місцеположення    | Час створення  | Час внесення до списку | №                                                  | Критерії         |
| - | ---------- | ----------------------------------- | ----------------- | -------------- | ---------------------- | -------------------------------------------------- | ---------------- |
| 1 |            | Місто Коро і його порт              | Санта-Ана-де-Коро | 26 липня 1527  | 1993                   | 658 [Архівовано 24 грудня 2018 у Wayback Machine.] | iv, v            |
| 2 |            | Національний парк Канайма           | Болівар           | 12 червня 1962 | 1994                   | 701 [Архівовано 24 грудня 2018 у Wayback Machine.] | vii, viii, ix, x |
| 3 |            | Університетське містечко в Каракасі | Каракас           | —              | 2000                   | 986 [Архівовано 24 грудня 2018 у Wayback Machine.] | iv, v            |